# جامع المرادية
جامع المرادية من مساجد بغداد القديمة، ويقع في منطقة باب المعظم على جانب الرصافة من مدينة بغداد، مجاور مبنى المكتبة الوطنية، ويبعد عن جامع الأزبك مسافة مائة وثلاثون متر تقريباً، ولقد شيد في زمن والي بغداد مراد باشا، وفي عهد السلطان العثماني سليم الثاني عام 978 هـ/1570م.
ولقد صدر الأمر السلطاني من الدولة العثمانية بتجديد عمارته وإعادة بنيانه عام 1319 هـ/1901م، وهو على نمط هندسي غاية في الأتقان حيث تعلو الجامع قبة نصف كروية وزينت من الخارج بزخارف من الكاشان وإلى جانبيها ستة قباب صغيرة مفلطحة، وكان إلى جوار الجامع خان المرادية الكبير.
يمتاز مبنى المسجد بسقفه القديم وفيه منارة مئذنة مرتفعة، وحرم المسجد واسع المصلى ويتسع لأكثر من 400 مصل تقريباً، وتبلغ مساحة الجامع الكلية حوالي 2000م2، ولقد أجريت عليه أعمال الصيانة والتعمير عدة مرات كان آخرها في عام 1430هـ/2009م، من قبل ديوان الوقف السني في العراق.